# المؤسسة الدولية للأنظمة الانتخابية
المنظمة الدولية للأنظمة الانتخابية (بالإنجليزية: International Foundation for Electoral Systems)‏ اختصاراً IFES هي منظمة دولية غير ربحية تأسست في واشنطن عاصمة الولايات المتحدة عام 1987. تساهم في تطوير وتقديم الدعم والمساعدة في الانتخابات في الديمقراطيات الجديدة والناشئة. قدمت المنظمة المساعدة في 145 دولة.
وفق المنظمة فإنها تعمل على تطوير الحوكمة الرشيدة والحقوق الديمقراطية من خلال:
- تقديم الدعم التقني لانتخاب المسؤولين،
- تمكين الجهات غير الممثلة بالمشاركة في العملية السياسية،
- تقديم دراسات ميدانية لتحسين الدورة الانتخابية.

يشرف على المنظمة مجلس إدارة مكون من سياسيين ديمقراطيين و‌جمهوريين وأعضاء في اللجنة الدولية.